# Kato Pirgos
Kato Pirgos (grec: Κάτω Πύργος) és la localitat més important de Tilliria. Juntament amb la vila de menor grandària Pano Pirgos (Πάνω Πύργος), integra Pirgos.
És l'única localitat sota control dels grecoxipriotes situada a la badia de Morfou. Està construïda en els contraforts septentrionals de la regió muntanyenca de Tróodos i pertany al districte de Nicòsia. Es troba a 111 quilòmetres de distància de la capital, la qual cosa significa gairebé 1 hora i mitja amb auto. Les obres per a l'obertura del camí Pirgos-Limnitis van fer que la distància des de Nicòsia es reduïra a gairebé 40-50 minuts.
La distància des de Pafos és també de 111 quilòmetres, mentre que a Polis és de 50 minuts.
La línia desmilitaritzada turca (Línia Verda (Xipre)), després de la confrontació de 1974, se'n troba tant a l'est com a l'oest. En aquest últim sentit es troba l'enclavament de Kokkina.

## Toponímia
El nom del poble deriva de "Troulli", un petit edifici que s'assembla a una torre (Pirgos), situat en un pujol sobre la platja de la zona. En realitat, es va utilitzar "Troulli" com un lloc d'observació durant el període venecià.

## Població
La localitat tenia 1.120 habitants al 2001. Cal sumar-hi els 30 habitants de Pano Pirgos.
Durant els mesos d'estiu hi ha turisme al poble, tant de Xipre com de l'estranger.
Hi ha dues esglésies. L'església vella està dedicada a Agia Eirini i la nova als sants Constantinos i Eleni. Les capelles de la zona es dediquen a Agios Stylianos, Panagia Galoktisti i el profeta Elies.

## Història
Les excavacions arqueològiques que es van realitzar a Pirgos Tilliria van traure a la llum una sèrie de troballes que es remunten al període medieval, i inclouen parts d'un edifici, tombes, així com troballes mòbils com una creu de bronze. A més, es trobaren al jaciment objectes de ceràmica i metall, com ara olles de terra, un anell de talla i monedes. Altres excavacions a "Koilada-Palialona" van revelar tombes que es remunten a l'època hel·lenística i el seu cementeri s'havia utilitzat fins al temps dels romans, o potser més tard.
El 1960, any de la independència grega, hi vivien 1.049 persones, de les quals únicament dues eren turcoxipriotes, i la resta exclusivament grecoxipriotes. Cal afegir-hi 244 habitants, pertanyents a Pano Pirgos. (Al arxius de Nacions Unides en consten imatges del camp.)
Durant el conflicte intercomunal grecoturc xipriota que esclatà a partir de desembre de 1963, la localitat va veure's afectada. Estava envoltada pels enclavaments turcoxipriotes de Limnitis a l'est i de Kokkina a l'oest. El setembre del 1964 va patir les conseqüències de l'enfrontament amb aquesta última. El 8 d'agost d'aquest any fou bombardejada.
El contingent danés d'UNFICYP tenia una subunitat a la regió el comandament de la qual es trobava just a l'oest de Kato Pyrgos, amb enclavaments de diferent magnitud (de 3 a 30 soldats) a Pachiammos, Agios Georgios, Agios Theodhoros, Mansoura, Piyi i Pigenia: mantenien patrulles mòbils en tota la zona.
Es va obrir a prop de Kato Pirgos un punt d'encreuament de la zona d'amortiment (Buffer Zone) el 18 d'octubre de 2010 per facilitar el trasllat a Nicòsia.